# Kościół św. Mikołaja w Nowej Rudzie
Kościół świętego Mikołaja – rzymskokatolicki kościół parafialny należący do dekanatu Nowa Ruda diecezji świdnickiej. Znajduje się w dzielnicy Centrum Nowej Rudy.

## Historia
Pierwotną, późnogotycką świątynię zbudowano jako ewangelicką w 1515 roku. Po 1623 roku przejęli ją katolicy. W 1884 roku została zniszczona przez pożar. Odbudowa w obecnym, neogotyckim kształcie w latach 1885–1887 według projektu Josepha Ebersa i Josepha Elsnera. Kościół był remontowany w roku 1968 i latach 1970–1975.

## Architektura

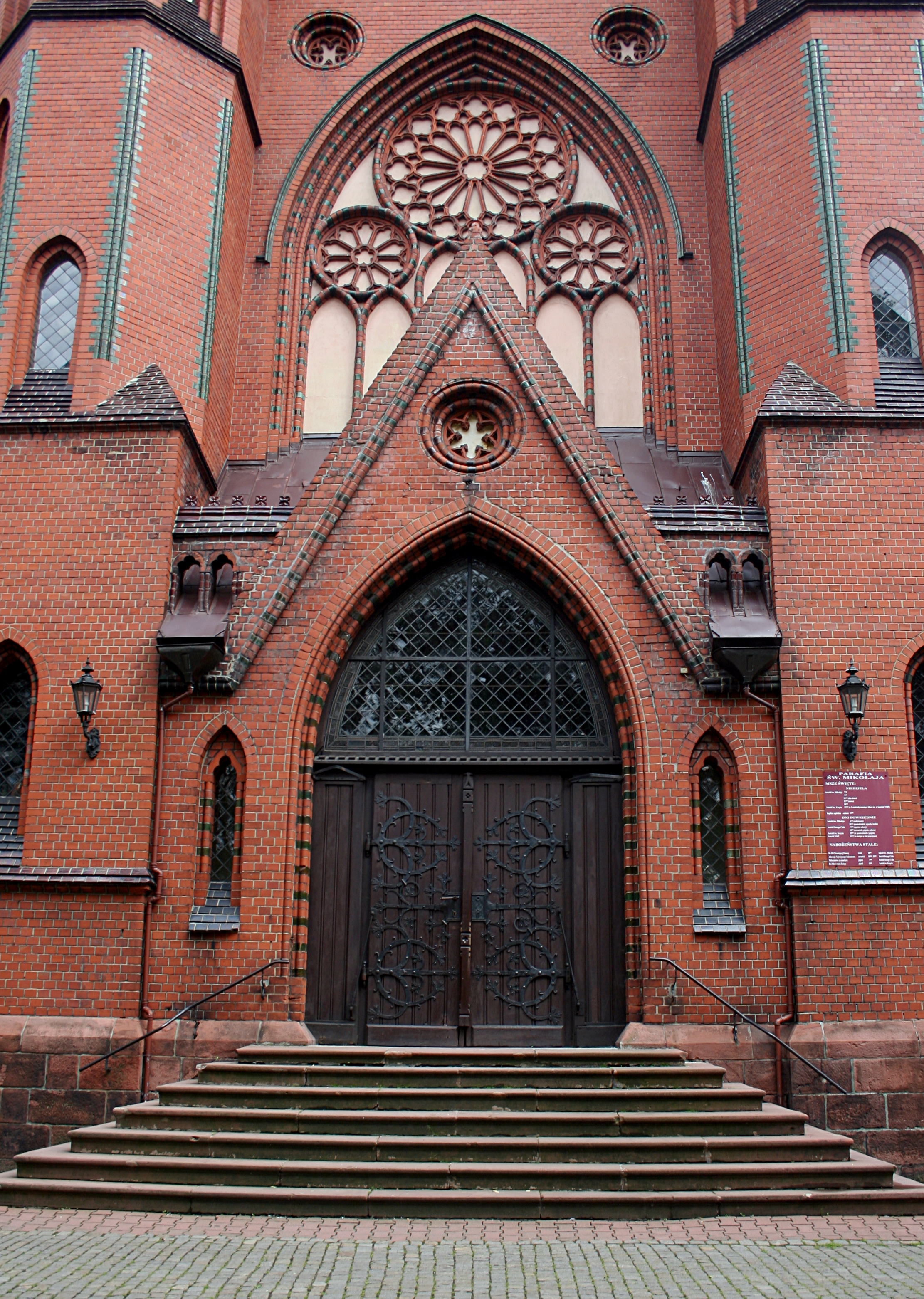
Wejście główne do świątyni

Jest to duży, trzynawowy kościół halowy o długości około 72 metrów i szerokości 22 metrów. Bryła świątyni jest mocno rozczłonkowana z wydzielonym, wielobocznie zakończonym prezbiterium i jednakowo zamkniętymi nawami bocznymi. Wieża zwieńczona jest strzelistym hełmem, z narożnikowymi małymi hełmami-sterczynami. Na kalenicy dachu znajduje się bardzo smukła, czworokątna sygnaturka. Wnętrze nakryte jest sklepieniami. kościół posiada bardzo bogate detale ceglane w stylu neogotyckim (są to m.in. opaski okienne, portale, fryzy, przypory itp.).

Wnętrze posiada bogate, jednolite wyposażenie w stylu neogotyckim, pochodzące z końca XIX wieku (są to drewniane, polichromowane ołtarze; drewniany prospekt organowy). Oprócz tego ze starej świątyni zachowały się: chrzcielnica z piaskowca datowana na XIII wiek, gotycka kamienna figura św. Krzysztofa z 1511 roku; gotycka, drewniana, polichromowana figurka Matki Bożej z XV wieku i późnogotycka figura św. Jana Nepomucena z XVI wieku.

## Rzeźby
Rzeźby dwunastu apostołów umieszczone są na filarach w nawie głównej:
- Franz Wagner (1887−1942) w latach 1890-1895 wykonał rzeźby śś. Mateusza, Tadeusza, Tomasza z włócznia i Szymona z piłą;
- Alois Schmidt (1855−1939) w  1890 wykonał rzeźby śś. Jakuba Większego i Jana z kielichem;
- Joseph Elsner (1845−1945) wykonał rzeźby śś. Andrzeja i Jakub Mniejszego z toporem; a w roku 1914 rzeźby: Filipa z krzyżem i księgą i Bartłomieja z nożem;
- rzeźby Piotra i Pawła, który nie jest apostołem znajdują się w ołtarzu głównym, Juda Tadeusza przedstawiony jest z maczugą i podobizną Jezusa[5].

## Organy
Organy wybudowała w 1890 roku firma Schlag & Söhne jako opus 310. To jedne z największych zachowanych mechanicznych organów tej firmy. Wiatrownice z bocznymi klapkami są autorską konstrukcją tego zakładu. Instrument ostatnio remontowany przez firmę organmistrzowską z Wrocławia.
Dyspozycja instrumentu:
| Manuał I            | Manuał II        | Manuał III          | Pedał               |
| ------------------- | ---------------- | ------------------- | ------------------- |
| 1. Pryncypał 8’     | 1. Klarnet 8’    | 1. Progr. Har 2–3x  | 1. Puzon 32’        |
| 2. Gamba 8’         | 2. Rurflet 8’    | 2. Gedakt 16’       | 2. Majorbas 32’     |
| 3. Tuba 8’          | 3. Portunal 8’   | 3. Obój 8’          | 3. Oktawa 4’        |
| 4. Burdon 16’       | 4. Gemshorn 8’   | 4. Prync. Skrzyp 8’ | 4. Kwintbas 10 2/3’ |
| 5. Pryncypał 16’    | 5. Salicet 8’    | 5. Aeolina 8’       | 5. Gamba 16’        |
| 6. Fagot 16’        | 6. Pryncypał 8’  | 6. Voxcelestis 8’   | 6. Wiolon 16’       |
| 7. Holflet 8’       | 7. Mikstura 5x   | 7. Gedakt 8’        | 7. Prync. Bas 16’   |
| 8. Gedakt 8’        | 8. Kwinta 2 2/3’ | 8. Traversflet 4’   | 8. Puzon 16’        |
| 9. Kwinta 2 2/3’+2’ | 9. Kwintaton 16’ | 9. Oktawa 4’        | 9. Trąbka 8’        |
| 10. Kornet 3–5x     | 10. Wiolina 4’   |                     | 10. Kornet 3x       |
| 11. Mikstura 5x     | 11. Rurflet 4’   |                     | 11. Cello 8’        |
| 12. Trąbka 8’       | 12. Róg nocny 2’ |                     | 12. Oktawbas 8’     |
| 13. Oktawa 4’       |                  |                     | 13. Fletbas 8’      |
| 14. Flet 4’         |                  |                     | 14. Subbas 16’      |
| 15. Pikolo 2’       |                  |                     |                     |

## Dzwony
We wrześniu 1890 roku na wieży zainstalowano pierwszy komplet trzech dzwonów z brązu. W 1919 z powodu działań wojennych na ich miejsce zawieszono znajdujące się do dziś, cztery staliwne dzwony, odlane rok wcześniej w Bochum.
|   | Imię        | Waga (kg)   | Ton      | Średnica (cm) | Rok odlania | Odlewnia                |
| - | ----------- | ----------- | -------- | ------------- | ----------- | ----------------------- |
| 4 | św. Józef   | ok. 250 kg  | cis" (+) | 88 cm         | 1918        | Bochumer Verein, Bochum |
| 3 | św. Barbara | ok. 600 kg  | gis' (+) | 115 cm        | 1918        | Bochumer Verein, Bochum |
| 2 | Maria       | ok. 1300 kg | e' (-)   | 143 cm        | 1918        | Bochumer Verein, Bochum |
| 1 | św. Mikołaj | ok. 1950 kg | c' (+)   | 166 cm        | 1918        | Bochumer Verein, Bochum |